# Alya Sometimes Hides Her Feelings in Russian
Alya Sometimes Hides Her Feelings in Russian (時々ボソッとロシア語でデレる隣のアーリャさん Tokidoki Bosotto Roshiago de Dereru Tonari no Ārya-san?, lit. 'Alya, care stă lângă mine, uneori îmi șoptește lucruri drăguțe în rusă', rusă Иногда Аля внезапно кокетничает по-русски), prescurtat ca Roshidere (ロシデレ?), este o serie de romane japoneze scrise de SunSunSun și ilustrate de Momoco.
A fost publicat inițial online sub forma a două povestiri scurte pe site-ul Shōsetsuka ni Narō pe 6 mai, respectiv 27 mai 2020. Apoi drepturile au fost achiziționate de Kadokawa Shoten, care a publicat seria din februarie 2021 sub marca Kadokawa Sneaker Bunko.
O adaptare manga creată de Saho Tenamachi a început să fie publicată în aplicația Magazine Pocket a lui Kodansha pe 29 octombrie 2022. Primul volum tankōbon a fost publicat pe 9 martie 2023. O adaptare anime pentru televiziune produsă de Doga Kobo a fost difuzat între 3 iulie și 18 septembrie. Un al doilea sezon a fost anunțat scurt timp după difuzarea ultimului episod. Serialul este disponibil pe Crunchyroll.
Până în august 2024, 500,000 de volume light novel au intrat în circulație.

## Personaje

### Consiliul elevilor
- Masachika Kuze (久世 政近 Kuze Masachika?)

Dublaj voce: Kōhei Amasaki 
- Alisa Mikhailovna Kujou (アリサ・ミハイロヴナ・九条 Arisa・Mihairovuna・Kujō?, Алиса Михайловна Кудзё) / Alya (アーリャ Ārya?, Аля)

Dublaj voce: Sumire Uesaka 
- Yuki Suou (周防 有希 Suō Yuki?)

Dublaj voce: Wakana Maruoka 
- Maria Mikhailovna Kujou (マリヤ・ミハイロヴナ・九条 Mariya・Mihairovuna・Kujō?, Мария Михайловна Кудзё) / Masha (マーシャ Māsha?, Маша)

Dublaj voce: Yukiyo Fujii 
- Ayano Kimishima (君嶋 綾乃 Kimishima Ayano?)

Dublaj voce: Saya Aizawa 
- Chisaki Sarashina (更科 茅咲 Sarashina Chisaki?)

Dublaj voce: Maki Kawase 
- Touya Kenzaki (剣崎 統也 Kenzaki Tōya?)

Dublaj voce: Kaito Ishikawa 

### Alți elevi
- Sayaka Taniyama (谷山 沙也加 Taniyama Sayaka?)

Dublaj voce: Ikumi Hasegawa 
- Nonoa Miyamae (宮前 乃々亜 Miyamae Nonoa?)

Dublaj voce: Yoshino Aoyama 
- Takeshi Maruyama (丸山 毅 Maruyama Takeshi?)

Dublaj voce: Kōdai Sakai 
- Hikaru Kiyomiya (清宮 光瑠 Kiyomiya Hikaru?)

Dublaj voce: Taichi Ichikawa 

## Listă volume

### Light Novel
| Nr.               | Data lansării     | ISBN(JP)          |
| ----------------- | ----------------- | ----------------- |
| 1                 | 27 februarie 2021 | 978-4-04-111118-5 |
| 2                 | 30 iulie 2021     | 978-4-04-111119-2 |
| 3                 | 1 decembrie 2021  | 978-4-04-111955-6 |
| 4                 | 1 aprilie 2022    | 978-4-04-111956-3 |
| 4.5               | 29 iulie 2022     | 978-4-04-112780-3 |
| 5                 | 1 decembrie 2022  | 978-4-04-112781-0 |
| 6                 | 1 aprilie 2023    | 978-4-04-113544-0 |
| 7                 | 1 septembrie 2023 | 978-4-04-114062-8 |
| 8                 | 1 februarie 2024  | 978-4-04-114592-0 |
| 9                 | 30 august 2024    | 978-4-04-114831-0 |
| Behind The Scenes | 29 noiembrie 2024 | 978-4-04-115742-8 |

### Manga
| Nr. | Data lansării    | ISBN(JP)          |
| --- | ---------------- | ----------------- |
| 1   | 9 martie 2023    | 978-4-06-531091-5 |
| 2   | 8 iunie 2023     | 978-4-06-531880-5 |
| 3   | 9 noiembrie 2023 | 978-4-06-533550-5 |
| 4   | 9 aprilie 2024   | 978-4-06-535169-7 |
| 5   | 7 august 2024    | 978-4-06-536510-6 |
| 6   | 8 ianuarie 2025  | 978-4-06-538068-0 |

## Listă episoade anime
| Nr. în serial | Nr. în sezon | Titlu                                   | Regizat de                                      | Scris de     | Scenarii de                         | Melodie de încheiere                                    | Data difuzării     |
| ------------- | ------------ | --------------------------------------- | ----------------------------------------------- | ------------ | ----------------------------------- | ------------------------------------------------------- | ------------------ |
| 1             | 1            | „Alya Hides Her Feelings in Russian”    | Ryota Itoh                                      | Ryota Itoh   | Ryota Itoh                          | „Gakuen Tengoku" (学園天国?)                            | 3 iulie 2024       |
| 2             | 2            | „So Much For Childhood Friends”         | Kōki Uchinomiya                                 | Ryota Itoh   | Ryota Itoh                          | „Kawaikute Gomen" (可愛くてごめん?)                     | 10 iulie 2024      |
| 3             | 3            | „And So They Met”                       | Daisuke Nishimura                               | Ryota Itoh   | Daisuke Nishimura                   | „Omoide ga Ippai” (想い出がいっぱい?)                   | 17 iulie 2024      |
| 4             | 4            | „An Outpouring of Emotion”              | Hiroshi Haraguchi                               | Ryota Itoh   | Hiroshi Haraguchi                   | „Hare Hare Yukai" (ハレ晴レユカイ?)                     | 24 iulie 2024      |
| 5             | 5            | „Different People, Common Undercurrent” | Sung Min Kim                                    | Misuzu Chiba | Sung Min Kim                        | „Chiisana Koi no Uta" (小さな恋のうた?)                 | 31 iulie 2024      |
| 6             | 6            | „A Kiss of the Indirect Variety”        | Mitsuhiro Osako                                 | Yuka Yamada  | Hiroaki Yoshikawa                   | „Himitsu no Kotoba" (秘密の言葉?)                       | 7 august 2024      |
| 7             | 7            | „A Storm Arrives”                       | Takafumi Fujii                                  | Misuzu Chiba | Hiroaki Yoshikawa                   | „Love Story wa Totsuzen ni" (ラブ・ストーリーは突然に?) | 14 august 2024     |
| 8             | 8            | „Student Congress”                      | Daisuke Nishimura & Shohei Fujita               | Misuzu Chiba | Ryota Itoh                          | „Cherry"                                                | 21 august 2024     |
| 9             | 9            | „Rom-commy with a Chance of Hypnosis”   | Yukiko Tsukahara, Aya Ikeda & Shinichi Fukumoto | Misuzu Chiba | Moe Suzuki & Ryota Itoh             | „World Is Mine" (ワールドイズマイン?)                   | 28 august 2024     |
| 10            | 10           | „Birthday Party, Much Belated”          | Sung Min Kim                                    | Yuka Yamada  | Sung Min Kim                        | „Koi no Uta" (こいのうた?)                              | 4 septembrie 2024  |
| 11            | 11           | „An Unexpected Curtain-Raiser”          | Mitsuhiro Osako                                 | Misuzu Chiba | Hiroaki Yoshikawa & Mitsuhiro Osako | „Kimagure Romantic" (気まぐれロマンティック?)           | 11 septembrie 2024 |
| 12            | 12           | „Chin Up and Face Forward”              | Ryota Itoh                                      | Ryota Itoh   | Ryota Itoh                          | „Hanamoyoi" (ハナモヨイ?)                               | 18 septembrie 2024 |

## Alte adaptări

### Cărți audio
O adaptare audio a romanelor light novel a fost produsă și publicată în japoneză cu Sumire Uesaka și Kōhei Amasaki în rolurile lui Alisa Mikhailovna Kujou, respectiv Masachika Kuze.

### Joc video
Pe 17 iulie 2024, producerea unui joc video intitulat Alya Sometimes Hides Her Feelings in Russian: Puzzle Party! (時々ボソッとロシア語でデレる隣のアーリャさん パズルパーティ！ Tokidoki Bosotto Roshiago de Dereru Tonari no Ārya-san Pazuru Pāti!?) pentru dispozitive iOS și Android a fost anunțat și preînregistrările au început. Jocul este produs de Poppin Games Japan.

### Altele
Un model VTuber a lui Alya a debutat în iulie 2021 să promoveze lansarea celui de al doilea volum al romanului.